# Ваяно
Вая̀но (на италиански: Vaiano) е град и община в Централна Италия, провинция Прато, регион Тоскана. Разположен е на 150 m надморска височина. Населението на общината е 10 116 души (към 2018 г.).